# Empetrum
Èmpetrum és un petit gènere de plantes ericàcies que compta amb unes cinc espècies. Adopten la forma d'arbusts nans de fulles persistents amb fruits comestibles. Es troben normalment a l'hemisferi nord des de climes temperats a subàrtics (tundra), també apareixen als Andes, a les Illes Malvines i a Tristan da Cunha a l'hemisferi sud. Normalment es troben en torberes però també en boscos de pícees. A Dinamarca es troben en abundància a les dunes de l'illa de Fanø. També es troben a Grenlàndia i Islàndia.

## Taxonomia
E. nigrum, E. eamesii i E. hermaphroditum. Tots ells són arbusts amb fulles petites aciculars de 3 a 10mm de llarg. Fruits en drupa negra. Aquest gènere i altres de relacionats com Ceratiola i Corema van estar durant quasi tot el segle XX classificats dins de la seva pròpia família Empetraceae o Empetràcies, però les anàlisis moleculars, morfologia foliar i altres consideracions les ha inclòs dins la família de les Ericàcies (com una tribu de la subfamília Ericoideae) amb morfologia adaptada a la pol·linització anemòfila.

## Usos
En climes subàrtics, les espècies d'Èmpetra van ser vitals per la dieta dels pobles de la tundra per tal de subministrar vitamines que no es troben a la carn o el peix. Els fruits (baies) es cullen a la tardor però si no es cullen persisteixen a la planta i es poden collir a la primavera. Aquests fruits es cuinen i es poden barrejar amb altres fruits, ja que en estat cru són insípids o amargants. Les espècies d'Èmpetrum de vegades es conreen com plantes ornamentals.